# Banda de caballos cansados
Banda de caballos cansados es el segundo álbum de estudio del cantautor argentino León Gieco, lanzado en 1974 por el sello Music Hall.
Para este segundo disco, León ya tenía su propia banda de apoyo –los “Caballos Cansados” Rodolfo Gorosito, Rubén Batán y Vicente Buzzo–, una línea lírica muy marcada por su admiración hacia Bob Dylan y, a imitación de éste, una preferencia por letras políticas (como “Un día Baltazar”, que abogaba por la reforma agraria), que poco después le traerían problemas con la censura, en la época en su tercer disco El Fantasma de Canterville.

## Grabación
En Banda de caballos cansados (obvia referencia a "All the Tired Horses" del álbum Self Portrait de Dylan) se incluyen títulos como “Dime que estás llorando”, “Si ves a mi padre”, “Ahora caete, aquí” o “Seamos todos caballos”, que no alcanzaron el status de clásicos de las anteriores “Hombres de hierro” y “En el país de la libertad”. Pese al formato predominantemente acústico, canciones como “Algo fuerte amigo”, “Todos los caballos blancos”, “Dime que estás llorando” y “John, el cowboy” exhiben un pulso roquero a tono de la época. 
Para la grabación, Gieco contó con un guitarrista que lo acompañaría durante un tiempo, Rodolfo Gorosito. "Fue el primer guitarrista que me impactó por su manera de tocar, por el sonido de su guitarra en "Si ves a mi padre", por sus solos veloces pero con feeling". Más tarde este guitarrista formó parte de la banda Nito Mestre y Los Desconocidos de Siempre. Sin embargo Rodolfo Gorosito jamás fue muy conocido, y finalmente fue olvidado. Este segundo disco no era un disco homogéneo como el primero y no tuvo críticas tan buenas. A León se le notaba en conflicto, tratando de asimilar su carrera que había comenzado el año anterior. A su vez, fue el debut discográfico de Alejandro Lerner quien participa como pianista invitado en los temas "Dime que estás llorando", "Un día Baltazar" y "Ramos de manzanillas".

## Lista de canciones
Todas las canciones escritas y compuestas por León Gieco, excepto donde se indica. 
| Lado A |                                                       |          |  |
| N.º    | Título                                                | Duración |  |
| 1.     | «Si ves a mi padre»                                   | 3:19     |  |
| 2.     | «Dime que estás llorando»                             | 5:42     |  |
| 3.     | «Cuando me muera quiero» (León Gieco/Oscar Rodríguez) | 4:43     |  |
| 4.     | «Un día Baltazar»                                     | 2:25     |  |
| 5.     | «A Gerónimo Josué»                                    | 1:23     |  |

| Lado B |                                                              |          |  |
| N.º    | Título                                                       | Duración |  |
| 6.     | «John el cowboy»                                             | 3:14     |  |
| 7.     | «Ramos de manzanillas»                                       | 3:30     |  |
| 8.     | «A veces mi pueblo azul es gris»                             | 2:50     |  |
| 9.     | «Ahora caete, aquí»                                          | 3:17     |  |
| 10.    | «Algo fuerte amigo» (L. Gieco/V. Buzzo/R. Bazán/R. Gorosito) | 2:50     |  |
| 11.    | «Mil gaviotas muertas»                                       | 1:40     |  |
| 36:23  |                                                              |          |  |

## Músicos
- León Gieco: Voz líder, armónica, guitarras y charango.
- Rodolfo Gorosito: Guitarras y voz.
- Rubén Batán: Bajo y voz.
- Vicente Busso: Batería y voz.

Otros
- Raúl Porchetto: Piano en "Mil Gaviotas Muertas".
- Alejandro Lerner: Piano en "Dime que Estás Llorando", "Un Día Baltazar" y "Ramos de Manzanillas".
- Pablo Kohan: Piano en "A Gerónimo Josué".
- Miguel y Eugenio: Flauta dulce.
- "Toto": Percusión en "Algo Fuerte, Amigo".
- Gabriela, Luz Kerz, García Caffi y Alicia Sherman: Coros.
- Jimmy V. Lara: Efectos en "John, El Cowboy".

Ficha técnica
- Grabado por: Music Hall - Argentina.
- Producido y distribuido por: Sicamericana Sacifi - J. E. Uriburu 40/42 - Bs. As. - Argentina.